# Kino
Kino je prostor, namenjen predvajanju filmov. Kinodvorane so večinoma komercialne – gledalci si morajo za ogled filma kupiti vstopnico. Film se s pomočjo projektorja predvaja na filmsko platno, sprva na 35 milimetrski, kasneje pa na širokozaslonski widescreen 70 milimetrski filmski trak, znan tudi kot standardni kino format 2.39:1 ali 21:9. Sodobni filmi so posneti in prikazani digitalno.
Klasične kinodvorane pogostokrat spominjajo na gledališke dvorane, saj se ponavadi nahajajo v mestnih strediščih in prav tako obsegajo vrste sedežev, ki se proti ozadju dvorane dvigajo ter so zamaknjene za polovico sedeža, kar izboljša vidljivost. Moderni kino centri s sodobnim interierjem imajo lahko več dvoran različnih velikosti, z več projekcijami hkrati ter se običajno nahajajo izven strogih središč npr. kot del nakupovalnih centrov.

## Zgodovina

### 1895: Prva javna kino projekcija
28. decembra 1895 je bila v kavarni Salon Indien du Grand Café v Parizu predvajana nasploh prva javna komercialna kino predstava na svetu, za katero je bilo treba plačati vstopnico. Brata Lumière, francoska pionirja moderne kinematografije, sta predstavila svojih deset kratkih filmov, krajših od ene minute.
V prvih letih predvajanj v kinodvoranah so bili popularni predvsem kratki filmi. Pred letom 1910 je bila dolžina filmov omejena na en kolut traku (one-reeler), nekje po letu 1910 pa je celovečerni film dosegel povprečno dolžino 20 minut (dva koluta filma). Po prvi svetovni vojni so celovečerni filmi dosegli dolžino približno 60 minut. 
Danes se za projekcije filmov uporablja digitalna tehnika, zahvaljujoč kateri, dolžina filma ni omejena. V Sloveniji deluje še vedno veliko kinodvoran v manjših mestih, ki so »preživele« kljub porastu velikih kino centrov v večjih mestih.
Prva redna projekcija zvočnega filma v Sloveniji je bila otvorjena 27. februarja 1930 s premiero filma Nori pevec (The Singing Fool, 1928). Prelomni dogodek se je zgodil v ljubljanskem kinu Matica, ki je z opremo podjetja Western-electric postal prvi pravi zvočni kinematograf v Sloveniji.
Posebna novinarska zvočna projekcija se je sicer odvila že 28. januarja 1930, ko so v kinu Ljubljanski dvor predvajali film Moderni Faust (Midstream, 1929). Premiera zvočnega filma je bila »zaradi tehničnih zaprek« naslednji dan odpovedana.

### 1955: Slovenskawidescreenpremiera
Prva "widescreen" predstava v Sloveniji je bil film Grof Monte Christo, prikazan 9. Marco 1955 v ljubljanskem kinu Union (v današnji dvorani Grand hotela Union).